# منظمة غرين سيل
غرين سيل، منظمة غير ربحية لتطوير المعايير البيئية ومنح الشهادات. ينطوي برنامجها الرئيسي على اعتماد المنتجات والخدمات والمطاعم والفنادق. تعتمد الشهادة على معايير غرين سيل، والتي تحتوي على مقاييس الأداء والصحة والاستدامة.
غرين سيل (الختم الأخضر) عبارة عن علامة بيئية يستخدمها مصنعو المنتجات ومقدمو الخدمات. علامة شهادة غرين سيل مسجلة لدى مكتب الولايات المتحدة لبراءات الاختراع والعلامات التجارية.
غرين سيل عضو أمريكي ومؤسس مشارك للشبكة العالمية للعنونة البيئية (جي إي إن)، والتي تتكون من 27 برنامجًا دوليًا للعنونة البيئية، بما في ذلك بلو أنجل الألمانية، والعنونة البيئية للاتحاد الأوروبي، والبجعة النوردية. يلبي غرين سيل معايير سلطات الاعتماد الخارجية المعتمدة من وكالة حماية البيئة الأمريكية، ومتطلبات منظمات التطوير القياسية للمعهد الوطني الأمريكي للمعايير، ومبادئ الملصقات البيئية للمنظمة الدولية للمعايير (ISO 14020 and 14024).

## الخلفية التاريخية
طورت غرين سيل منذ تأسيسها في عام 1989، معايير بيئية للمئات من فئات المنتجات والخدمات. نشرت غرين سيل سلسلة من أدلة الشراء للمشترين في تسعينيات القرن العشرين (اختر التقارير الخضراء)، وبدأت في ذلك الوقت تقديم المساعدة الفنية للحكومات الفيدرالية وحكومات الولايات والحكومات المحلية والمشتريات البيئية والعمليات وإدارة المرافق في المؤسسات الأخرى.
ركز برنامج الشهادات في أوائل العقد الأول من القرن الحادي والعشرين، على صيانة المباني بشكل أساسي. تضمن نظام تصنيف لييد (مجال الطاقة والتصميم البيئي) التابع للمجلس الأمريكي للمباني الخضراء، العديد من معايير غرين سيل ضمن مقاييسهم. تشير ممارسة الصحة الخضراء (براكتس غرينهيلث)، وبرنامج أي أي إس إتش إي ستارز، وبرنامج مدارس غرين ريبون التابع لوزارة التعليم الأمريكية، من بين أمور أخرى، إلى معايير غرين سيل. تعرف 95% من المشترين في دراسة أجرتها شبكة المشتريات المسؤولة في عام 2010 على غرين سيل، واستخدمه 76% منهم.

## المعايير والشهادات
يجب أن تفي المنتجات والخدمات بالمتطلبات الواردة في معايير غرين سيل من أجل الحصول على الشهادة. تستند المعايير إلى نهج دورة الحياة، مع مراعاة التأثيرات مثل تلك الناتجة عن استخراج المواد الخام وتصنيعها واستخدامها وإعادة استخدامها أو التخلص منها. تتضمن عملية التقييم مراجعة البيانات، وتقييم التوسيم، والتسويق، والمواد الترويجية، ومراجعة الحسابات الموضعية. تصبح المنتجات أو الخدمات معتمدة من قبل غرين سيل بعد اكتمال هذه التقييمات. يتطلب الحفاظ على الشهادة، المتابعة المنتظمة بشأن الامتثال.
تمتلك غرين سيل معايير، وتقدم شهادات للمنتجات والخدمات في الفئات التالية:
- منتجات البناء والتشييد.
- منتجات وخدمات التنظيف.
- شهادة الشركات.
- الفنادق والسكن.
- المنتجات المنزلية.
- المنتجات المؤسسية.
- منتجات الطلاء والتكسية.
- المنتجات الورقية.
- منتجات العناية الشخصية.
- المطاعم وخدمات الطعام.

## برامج التخضير المؤسسي
عملت غرين سيل ولا تزال تعمل مع الوكالات الحكومية ومرافق الرعاية الصحية والجامعات والمؤسسات والشركات الأخرى، في عمليات الشراء والعمليات وإدارة المرافق المستدامة.
- تضمنت مشاريع الأعمال الخضراء برنامج الأعمال الخضراء وبرنامج السكن الأخضر لمدينة لوس أنجلوس، ومبادرة الفنادق الخضراء في مدينة شيكاغو، وبرنامج الفنادق الخضراء في بنسلفانيا.
- تضمنت مشاريع الشراء الأخضر المساعدة في المشتريات الخضراء لقسم المشتريات في ولاية كاليفورنيا، وخطة عمل الشراء الخضراء لمدينة لوس أنجلوس، وبرنامج المشتريات المسؤول بيئيًا واجتماعيًا لمصرف التنمية للبلدان الأمريكية (آي دي بي)، ودليل المشتريات الخضراء في مقاطعة لوس أنجلوس، ودليل الشراء الأخضر لدائرة الحدائق الوطنية، والتقييم والتدريب للمشتريات الخضراء لولاية كولورادو، ودليل المشتريات المفضلة بيئيًا لوزارة النقل متعددة الولايات، وبرنامج المشتريات التابع للبنك الدولي.[10]
- تضمنت عمليات المباني الخضراء ومشاريع الصيانة مواصفات لمدينة فيلادلفيا، ودليل التشغيل والصيانة لرابطة ولاية بنسلفانيا، والتقييمات البيئية لمصرف التنمية للبلدان الأمريكية (آي دي بي) ومرافق مقر البنك الدولي، وخطة مرافق خضراء لجمعية سوسكوهانا للمكفوفين وذوي الإعاقات البصرية (إس أي بي في آي)، وتقييم المرافق البيئية لفروع الحرم الجامعي لجامعات ميامي الثلاث، ودليل التشغيل والصيانة لسلطات الإسكان العامة الذي طُوّر بالاشتراك مع قطاعات سيمنز.